# مایه‌کوبی

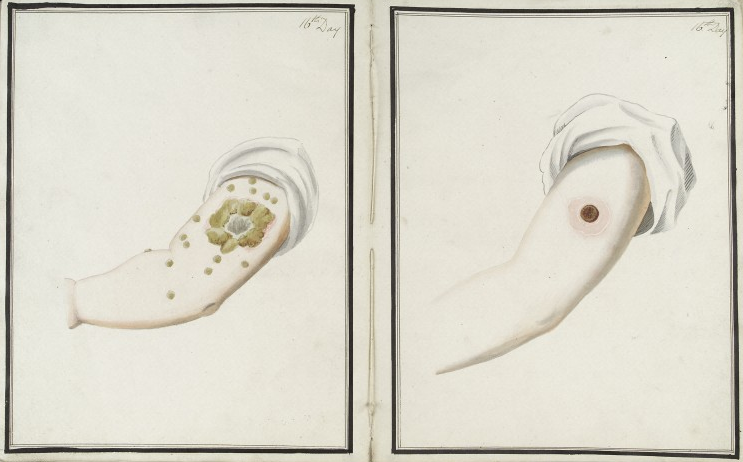
پیشرفت تلقیح آبله (L) و آبله گاوی (R) شانزده روز پس از تجویزFrom en:Wellcome Foundation

مایه کوبی (به انگلیسی: Inoculation) روشی باستانی برای پیشگیری ابتلا به آبله است. در این روش مایع داخل آبدانه آبله خفیف یا آبله گاوی را خارج کرده و به وسیلهٔ اجسام تیز یا سوزن به بدن شخص دیگر تلقیح یا وارد می‌کنند.
واکسن‌هایی که امروزه تولید می‌شوند معمولاً از ویروس‌های ضعیف شده تهیه می‌شود و اکثراً در اختیار مؤسسات تحت نظارت دولت‌ها است.

## تاریخچه
مایه کوبی در دنیا با نام ادوارد جنر در سال ۱۷۹۶ شناخته شده است. جنر متوجه شد که ابتلاء انسان به آبله گاوی باعث مصونیت وی در مقابل بیماری آبله می‌گردد و با مایه کوبی مایع داخل آبدانه‌های آبله حیوانی به انسان، توانست آن را اثبات نماید.
از هزاران سال قبل مایه کوبی، در قلمرو شاهنشاهی ایران بخشی از برشنوم بود که آن را پیش پاسی می‌نامیدند.
برطبق بعضی از منابع مایه کوبی بسیار پیش‌تر از جنر، در تمدن اسلامی و نیز در هند و چین متداول بود. گزارش‌هایی وجود دارد که استفاده از مایه کوبی را در میان مسلمانان مناطق شمال آفریقا، هند، ایران و چین را تأیید می‌کند. در قرن ۱۷ میلادی مایه کوبی از طریق قسطنطنیه به اروپا راه یافت و گسترش پیدا نمود. در سال ۱۷۷۴ لویی شانزدهم وقتی بیست ساله بود علیه آبله مایه کوبی گردید و در سال ۱۷۱۷ مایه کوبی به انگلستان از طریق همسر سفیر انگلیس در ترکیه راه یافت و به تدریج متداول گردید و در ۱۷۲۱ استفاده از آن در آمریکا معمول گردید.
در سال ۱۸۰۲ انجمن سلطنتی جنر افتتاح شد و در سال ۱۸۰۶ پارلمان انگلیس مبلغ ۲۰۰۰۰ پوند برای آن بودجه در نظر گرفت. جنر ادعا کرد در این چند سال از مرگ ۱۰۰۰۰۰ نفر پیشگیری کرده است.

## مایه کوبی در ایران
در ایران مایه کوبی آبله از سال ۱۲۸۹ خورشیدی و به ابتکار دکتر امیرخان امیراعلم آغاز شد. در آن تاریخ بیماری آبله سالیانه جان حدود شصت هزار نفر را در ایران می‌گرفت و تنها سفارت فرانسه برای مصرف اتباع خود واکسن آبله به ایران وارد می‌کرد که قدری از آن را هم رایگان در اختیار مجلس حفظ الصحه دولتی (بهداری) می‌گذاشت. در زمان مظفرالدین شاه یحیی میرزا لسان الحکما پیشنهاد تأسیس اداره ای برای تولید مایه (واکسن) آبله در ایران داد و مظفرالدین شاه موافقت کرد و مبلغی هم تعیین شد اما آن مبلغ صرف هزینه‌های دیگری شد و این طرح به اجرا درنیامد. در دوره دوم مجلس شورای ملی، دکتر امیراعلم که نماینده مجلس بود در چهاردهم اردیبهشت ۱۲۸۹ خورشیدی به مجلس پیشنهاد داد که از محل مالیات نواقل یعنی پولی که برای عبور و مرور چهارپایان باربر و همچنین خودرو و درشکه و گاری و کالسکه گرفته می‌شد، مایه کوبی سراسری در ایران آغاز شود. نمایندگان با پیشنهاد او موافقت کردند و در هفدهم آبان ۱۲۸۹ قانون دو ماده ای پیشنهادی دکتر اعلم به این شرح به تصویب رسید:
ماده ۱: ازمالیات وسائط نقلیه تومانی یک قران برای اصلاح امورحفظ الصحه و بالخاصه تعمیم آبله کوبی و تقسیم سرم گلو درد دیفتری به‌طور مجانی تخصیص شود.
ماده ۲: وجوهی که از این ممرحاصل می‌گردد به مجلس حفظ الصحه مرکزی دولت داده می‌شود که به نظارت و تصویب مجلس مذکور درتمام مملکت به مصرف برسد.
در اجرای این قانون، بلدیه (شهرداری) تهران در ۲۹ دی ۱۲۸۹ مبلغ ۱۹۶۵ قران در اختیار مجلس حفظ الصحه تهران گذاشت تا شش مرکز آبله کوبی مجانی در شش محله مختلف شهر دایرکند.